# La lettera accusatrice
La lettera accusatrice (Cause for Alarm!) è un film del 1951 diretto da Tay Garnett, ispirato al radiodramma omonimo di Larry Marcus.

## Trama
Ellen Jones vive con il marito George in una villetta nei sobborghi di Los Angeles. George è però costretto a letto da disturbi cardiaci e la moglie lo accudisce amorevolmente, mentre Ranney è il loro dottore di fiducia avendo in cura l'uomo.
Un flashback mostra la giovane Ellen Jones che lavora presso un ospedale militare navale durante la seconda guerra mondiale in qualità di assistente sociale confortando e aiutando psicologicamente i malati. Il dottor Ranney, medico militare, è un suo caro amico e fra di loro vi è un simpatico rapporto, che potrebbe divenire intimo, se Ranney fosse più disinvolto e deciso nel dichiararsi. Un giorno giunge all'ospedale il pilota d'aereo George, per salutare il suo amico Ranney, questi presenta a George Ellen. L'aviatore è intraprendente e spregiudicato e conquista sentimentalmente la ragazza.
George, costretto all'immobilità, viene colpito da gravi disturbi mentali, è persuaso che sua moglie Ellen lo tradisca con Ranney, suo ex innamorato e, per vendicarsi, scrive di nascosto una lettera indirizzata al procuratore distrettuale della città nella quale accusa Ellen di volerlo avvelenare lentamente con la complicità del medico amante.
Con la scusa che la lettera sia per una assicurazione, George incarica l'ignara Ellen di consegnarla al postino della zona che si occuperà poi di inoltrarla al destinatario.
La situazione precipita allorché George, ormai paranoico e schizofrenico, rivelando alla moglie il contenuto della lettera e minacciando di ucciderla con una pistola, muore, colpito da attacco cardiaco.
Ellen, sconvolta dagli avvenimenti, deve riuscire a recuperare la lettera a qualunque costo, poiché tutti gli indizi e testimoni sarebbero contro di lei e Ranney.